# The Inheritance
The Inheritance (conocido como La herencia en España y Herencia grimm en Hispanoamérica) es el vigésimo primer episodio de la tercera temporada de la serie de televisión estadounidense de drama sobrenatural y policíaco: Grimm. El guion principal del episodio fue coescrito por los guionistas Eric Laneuville, y la dirección general estuvo a cargo de Dan E. Fesman. El episodio se transmitió originalmente el 9 de mayo del año 2014 por la cadena de televisión estadounidense NBC.
El capítulo desarrolla la trama iniciada en la última escena del capítulo anterior: un señor llamado Rolek Porter, es un grimm moribundo perseguido por la Verrat, que con la ayuda de su hijo trata de reunirse con Nick para entregarle la llave que él ha heredado de su abuelo y de su padre. Truble por su parte, ya forma de hecho un equipo junto a Nick y Hank. Adalind ha recibido la orden de Viktor de vengarse de Nick, quitándole sus poderes; trama algo a espaldas del capitán Renard y roba un negligee de Juliette. Rosalee está cada vez más nerviosa porque se acerca el día del casamiento con Monroe y presiente que algo va a salir muy mal.

## Título y epígrafe
El título La herencia (The Inheritance) alude a la herencia recibida en el capítulo anterior por Adalind.
El epígrafe del capítulo corresponde a "El agua de la vida" (The Water of Life), cuento popular recopilado por los hermanos Grimm en 1815, del que también existe una antigua versión hispanoamericana habitualmente conocida como "La flor de lirolay". La frase está tomada textualmente de la histórica traducción al inglés del libro Cuentos de la infancia y del hogar (Kinder- und Hausmärchen), realizada por Edgar Taylor y Marian Edwardes (1823):

Versión original en inglés
'No', said the King. 'I'd rather die than place you in such great danger as you must meet with in your journey'.
Emisiones en español
Hispanoamérica'No' dijo el rey. 'Preferiría morir, antes de ponerte a merced de peligros tan grandes que encontrarás en el camino.
EspañaNo -dijo el rey. Prefiero morir a que te expongas a los peligros tan grandes que encontrarás durante el viaje.

La frase completa se encuentra en el primer párrafo del cuento y dice:

InglésThey told him that their father was very ill, and that they were afraid nothing could save him. 'I know what would,' said the little old man; 'it is the Water of Life. If he could have a draught of it he would be well again; but it is very hard to get.' Then the eldest son said, 'I will soon find it': and he went to the sick king, and begged that he might go in search of the Water of Life, as it was the only thing that could save him. 'No,' said the king. 'I had rather die than place you in such great danger as you must meet with in your journey.' But he begged so hard that the king let him go; and the prince thought to himself, 'If I bring my father this water, he will make me sole heir to his kingdom.'.
EspañolLe dijeron que su padre estaba muy enfermo y que temían que no hubiera nada que pudiera salvarlo. 'Yo se qué podría salvarlo', dijo el pequeño viejecillo; 'es el Agua de la Vida. Si pudiera beber un sorbo de ella, se pondría nuevamente bien; pero es muy difícil de obtener', Entonces el hijo mayor dijo, 'Yo la encontraré de inmediato': y fue hacia su enfermo padre y le suplicó para que lo autorizara a ir en busca del Agua de la Vida, que era la única cosa que podría salvarlo. 'No', dijo el rey. 'Preferiría morir que ponerte en tan gran peligro como el que deberás enfrentar durante tu viaje.' Pero el hijo suplicó tanto que el rey lo dejó ir; y el príncipe pensó para sí, 'Si le traigo esta agua a mi padre, él me hará el único heredero de su reino.

El epígrafe se relaciona con el título, tanto por el contenido del cuento que trata de la ambición y la falta de amor hacia los padres, cuando se trata de la herencia, como por la frase en sí misma, que se refiere al espíritu de sacrificio de los padres y madres, aún de su propia vida, cuando se trata del bienestar de sus hijos.

## Argumento
El capítulo desarrolla la trama iniciada en la última escena del capítulo anterior: un señor llamado Rolek Porter, es un grimm moribundo perseguido por la Verrat, que con la ayuda de su hijo Josh trata de reunirse con Nick para entregarle la llave y los manuscritos que él ha heredado de su abuelo y de su padre. Su hijo, que no es grimm ni wesen, cree que su padre ha enloquecido, pero aun así lo ayuda, aunque a regañadientes. Un agente de la Verrat ingresa a la habitación por la fuerza y en la lucha Rolek lo mata con una espada, ante el estupor de su hijo. Pese a ello Josh vuelve a aceptar el encargo de su padre de ir a la casa Nick con una hoja de sus manuscritos en los que tiene dibujado un wesen -señal para Josh de la locura de su padre-, pero en lugar de encontrar a Nick encuentra a Truble, quien de inmediato se da cuenta de que se trata de algo importante. Para sorpresa de Josh, Truble no piensa que su padre está loco y lo acompaña de vuelta, pero a los pocos minutos de conocerlo sufre una descompensación y deben llevarlo al hospital. 
Casi sin conocimiento, Grimm le dice a Truble que lo más importante que tiene que darle a Nick no son los manuscritos, sino la llave. Ya en el hospital Truble llama a Nick y le cuenta todo, mientras el grupo de tareas de la Verrat dirigido por el agente del FBI Weston Steward, llama a Josh haciéndose pasar por agentes de policía dispuestos a ayudarlo. Nick llega a ver a Rolek antes de morir, quien con sus últimas fuerzas pide su bastón diciéndole que tiene que darle la llave, pero cuando intenta incorporarse sufre un ataque cardíaco. Simultáneamente la Verrat llega al hospital, produciéndose un combate en la puerta del hospital, en el que Nick, Hank y Truble vencen a los agresores. De vuelta en su casa Nick revisa las cosas del grimm muerto, pero no encuentra la llave. Su hijo Josh recuerda entonces que su padre había intentado tomar el bastón, herencia también de su padre y de su abuela. Revisando bien el bastón Truble descubre el mecanismo que escondía la llave dentro del mismo. Poco antes Nick le había explicado brevemente a Truble la importancia de esas llaves:

Es una larga historia. Tiene que ver con las Cruzadas y un puñado de caballeros que eran grimms que encontraron algo que sabían que nadie más debía tener, debido a lo cual lo enterraron en la Selva Negra e hicieron un puñado de llaves que tienen un mapa que supuestamente lleva al lugar donde eso está.

Por su parte Adalind, trama algo a espaldas del capitán Renard e intenta reunirse con Juliette. Además Rosalee está cada vez más nerviosa porque se acerca el día del casamiento con Monroe y presiente que algo va a salir muy mal.

## Elenco regular
- David Giuntoli como Nick Burkhardt.
- Russell Hornsby como Hank Griffin.
- Bitsie Tulloch como Juliette Silverton.
- Silas Weir Mitchell como Monroe.
- Sasha Roiz como el capitán Renard.
- Bree Turner como Rosalee Calvert.
- Claire Coffee como Adalind Schade.
- Reggie Lee como el sargento Wu.